# Arkadi Tsjernetski
Arkadi Michajlovitsj Tsjernetski (Russisch: Аркадий Михайлович Чернецкий) (Nizjni Tagil, 8 mei 1950) was de burgemeester van Jekaterinenburg van 1992 tot 2010. 

## Biografie

### Jeugd en carrière in de Sovjet-Unie
Tsjernetski werd geboren in Nizjni Tagil. Zijn vader was ingenieur en zijn moeder chirurg. Hij studeerde af als ingenieur aan de Technische Staatsuniversiteit van de Oeral in 1972. Van 1972 tot 1974 diende hij in het Rode Leger als commandant van een tankpeloton in het Turkmeens militair district en behaalde de rang van luitenant-kolonel. Tussen 1974 en 1987 werkte hij in de Sverdlovfabriek (nu Transmasj) en wist zich op te werken tot plaatsvervangend directeur productie. In februari 1987 werd hij aangesteld tot bestuursvoorzitter van de industriële onderneming Oeralchimmasj, waar hij een aantal verliesleidende divisies weer winstgevend wist te maken. In hetzelfde jaar werd hij verkozen als gedeputeerde in de Stadsraad van volksvertegenwoordigers van Sverdlovsk (de naam van Jekaterinenburg tot 1991). In 1988 werd hij lid van de stadscommissie van Sverdlovsk van de CPSU.

### Burgemeester van Jekaterinenburg
In januari 1992 werd hij benoemd tot hoofd van het stadsbestuur van Jekaterinenburg. Van 1994 tot 1995 was hij een lid van de overheid van oblast Sverdlovsk en van 1995 tot 1996 was hij de voorzitter van de gemeentelijke Doema van Jekaterinenburg. Zijn eerste periode als bestuurder van Jekaterinenburg was zeer succesvol. De stad werd in de beginjaren van de jaren 90 geteisterd door talloze sociale, infrastructurele en economische problemen, waarop Tsjernetski op een bekwame manier insprong. Hij zorgde onder andere voor een nieuw openbaar vervoerssysteem, verbeterde het wegennet en verbeterde de watervoorziening van de stad. Ook zorgde hij voor gunstige werkomstandigheden en een gunstige grondstoffenmarkt, liet hij vervallen huizen saneren en financierde nieuwbouwprojecten en verbeterde de openbare veiligheid. Hij voerde geen grootschalige privatisatie van de staatsbedrijven in Jekaterinenburg door, maar deed alleen aan 'kleine' privatiseringen, waardoor de handelsnetwerken en klantservices van deze bedrijven konden worden voortgezet en uitgebreid. Hij stopte de volledige financiering van verliesleidende staatsbedrijven en gaf in plaats daarvan subsidies aan succesvolle bedrijven in de opkomende handels- en dienstensectoren. Hij paste nieuwe methoden toe in de planning van de stad, zoals de gedeeltelijke financiering van woningbouwprojecten die ook betaalbaar waren voor lagere inkomens aan het einde van de jaren 90. Ook was hij de centrale figuur achter het opzetten van een van de eerste gemeentelijke banken van Rusland.
Ook op cultureel vlak deed en doet hij veel. Hij liet de bibliotheken van de stad uitbreiden, bouwde nieuwe bioscopen en theaters en verbeterde de dierentuin van de stad.
Tussen 1992 en 2002 was de stad statistisch gezien op veel sociaal-economische punten de sterkst groeiende stad onder de Russische miljoenensteden. In 2000 was Tsjernetski een van de belangrijkste krachten achter het strategische stadsontwikkelingsplan van Jekaterinenburg tot 2015.
Zijn inspanningen leverden hem bij de eerste burgemeesterverkiezingen van de stad in 1995 meer dan 70% van de stemmen op. In 1999 behaalde hij 50% van de stemmen. In december 2003 werd hij voor het laatst herkozen met 54%. Deze laatste verkiezingen gingen gepaard met grootschalige omkopingspogingen van stemmers door zowel aanhangers van Tsjernetski als aanhangers van andere kandidaten.
Tsjernetski is een voorstander van stedelijke financiële en economische onafhankelijkheid en van goed overleg tussen verschillende gemeenten. Hiervoor heeft hij meegewerkt aan een aantal stadsbesluiten en een aantal oblastwetten.

## Functies en onderscheidingen
Voor zijn inspanningen werd hij verkozen tot voorzitter van de Russische bond van steden. Verder was hij de organisator en is hij de leider van de invloedrijke regionale politieke beweging Ons huis — onze stad (Наш дом — наш город). Hij was eerder voorzitter van de regionale commissie van Sverdlovsk van de Verenigd Ruslandpartij en bekleedt hiernaast een aantal andere functies.
Hij heeft voor zijn werk meerdere onderscheidingen ontvangen van de federale regering en is al meerdere keren genomineerd voor 'burgemeester van de wereld'. Van de Russisch-orthodoxe Kerk kreeg hij voor zijn culturele werk de 'orde van de Russisch-orthodoxe kerk'. Uit de wetenschappelijke wereld ontving hij een doctoraat in de economie als dank voor zijn inspanningen voor de wetenschappelijke instellingen in de stad.

## Relatie met Rossel
Tsjernetski heeft een langlopend conflict met oblastgouverneur Eduard Rossel die door analisten wordt gezien als zijn aartsvijand. Beiden hebben in het verleden geprobeerd om elkaar dwars te zitten bij bijvoorbeeld herverkiezingen. Om deze reden stelde Grigori Javlinski, de leider van de liberale partij Jabloko, in 2002 dat de persvrijheid in Oeral een van de grootste van Rusland is, omdat door het conflict er nog geen monopolisering is opgetreden van de media, zoals in andere gebieden in Rusland het geval is. Rossel bezit zelf een aantal regionale Tv-zenders. In 1999 toen Tsjernetski probeerde om te worden verkozen voor de gouverneurspost van oblast Sverdlovsk, probeerde de regionale extreemrechtse Russische Nationale Eenheid de joodse achtergrond van Tsjernetski te misbruiken door hem af te schilderen als een 'ophitser van wereldwijd zionisme' die streed tegen de 'echte Russische patriot Eduard Rossel'. Tsjernetski eindigde daarop tegen de verwachting in bij de eerste verkiesronde slechts als derde met 15,5% (Rossel kreeg 40%), waarop hij meedeed aan de burgemeesterverkiezingen en daar werd herverkozen.

## Persoonlijk
Arkadi Tsjernetski is getrouwd met Larisa Romanovna en heeft een zoon.